# Tigran Gorgiev
Tigran Borisovič Gorgiev (Kizljar, 30 agosto 1910 – Dnipropetrovs'k, 13 dicembre 1976) è stato un compositore di scacchi sovietico di nazionalità ucraina e di origini armene.
Iniziò la carriera come giocatore a tavolino, poi si dedicò completamente alla composizione di studi, ottenendo notevole successo. Compose circa 250 studi e qualche decina di problemi, ottenendo oltre cento premi, tra cui 33 primi premi in concorsi internazionali. 
Nel 1959 ottenne l'onorificenza di Maestro dello sport dell'Unione Sovietica.
La FIDE lo nominò Arbitro Internazionale per la composizione nel 1966 e Maestro Internazionale della composizione nel 1969.
Oltre agli studi di tipo classico, con posizioni che possono presentarsi nei finali di partita, Gorgiev compose molti studi del genere "grottesco", con posizioni molto artificiali, in cui il bianco, pur con materiale largamente inferiore, riesce a pattare o a vincere. È considerato uno dei maggiori esperti di tale genere.
Gorgiev scrisse, con Valentyn Rudenko, il libro Assedio al Re nero (Dnipropetrovs'k, 1960), e con Filip Bondarenko Gli studi sovietici in Ucraina (Kiev, 1966).
Un suo studio d'esempio:
|   | a | b | c | d | e | f | g | h |   |
| 8 | a8 cavallo del nero · b7 pedone del nero · d7 re del nero · a6 pedone del bianco · d6 alfiere del bianco · h6 pedone del nero · b5 torre del bianco · d5 pedone del nero · e3 donna del nero · f3 torre del nero · a2 donna del bianco · h2 re del bianco | a8 cavallo del nero · b7 pedone del nero · d7 re del nero · a6 pedone del bianco · d6 alfiere del bianco · h6 pedone del nero · b5 torre del bianco · d5 pedone del nero · e3 donna del nero · f3 torre del nero · a2 donna del bianco · h2 re del bianco | a8 cavallo del nero · b7 pedone del nero · d7 re del nero · a6 pedone del bianco · d6 alfiere del bianco · h6 pedone del nero · b5 torre del bianco · d5 pedone del nero · e3 donna del nero · f3 torre del nero · a2 donna del bianco · h2 re del bianco | a8 cavallo del nero · b7 pedone del nero · d7 re del nero · a6 pedone del bianco · d6 alfiere del bianco · h6 pedone del nero · b5 torre del bianco · d5 pedone del nero · e3 donna del nero · f3 torre del nero · a2 donna del bianco · h2 re del bianco | a8 cavallo del nero · b7 pedone del nero · d7 re del nero · a6 pedone del bianco · d6 alfiere del bianco · h6 pedone del nero · b5 torre del bianco · d5 pedone del nero · e3 donna del nero · f3 torre del nero · a2 donna del bianco · h2 re del bianco | a8 cavallo del nero · b7 pedone del nero · d7 re del nero · a6 pedone del bianco · d6 alfiere del bianco · h6 pedone del nero · b5 torre del bianco · d5 pedone del nero · e3 donna del nero · f3 torre del nero · a2 donna del bianco · h2 re del bianco | a8 cavallo del nero · b7 pedone del nero · d7 re del nero · a6 pedone del bianco · d6 alfiere del bianco · h6 pedone del nero · b5 torre del bianco · d5 pedone del nero · e3 donna del nero · f3 torre del nero · a2 donna del bianco · h2 re del bianco | a8 cavallo del nero · b7 pedone del nero · d7 re del nero · a6 pedone del bianco · d6 alfiere del bianco · h6 pedone del nero · b5 torre del bianco · d5 pedone del nero · e3 donna del nero · f3 torre del nero · a2 donna del bianco · h2 re del bianco | 8 |
| 7 | a8 cavallo del nero · b7 pedone del nero · d7 re del nero · a6 pedone del bianco · d6 alfiere del bianco · h6 pedone del nero · b5 torre del bianco · d5 pedone del nero · e3 donna del nero · f3 torre del nero · a2 donna del bianco · h2 re del bianco | a8 cavallo del nero · b7 pedone del nero · d7 re del nero · a6 pedone del bianco · d6 alfiere del bianco · h6 pedone del nero · b5 torre del bianco · d5 pedone del nero · e3 donna del nero · f3 torre del nero · a2 donna del bianco · h2 re del bianco | a8 cavallo del nero · b7 pedone del nero · d7 re del nero · a6 pedone del bianco · d6 alfiere del bianco · h6 pedone del nero · b5 torre del bianco · d5 pedone del nero · e3 donna del nero · f3 torre del nero · a2 donna del bianco · h2 re del bianco | a8 cavallo del nero · b7 pedone del nero · d7 re del nero · a6 pedone del bianco · d6 alfiere del bianco · h6 pedone del nero · b5 torre del bianco · d5 pedone del nero · e3 donna del nero · f3 torre del nero · a2 donna del bianco · h2 re del bianco | a8 cavallo del nero · b7 pedone del nero · d7 re del nero · a6 pedone del bianco · d6 alfiere del bianco · h6 pedone del nero · b5 torre del bianco · d5 pedone del nero · e3 donna del nero · f3 torre del nero · a2 donna del bianco · h2 re del bianco | a8 cavallo del nero · b7 pedone del nero · d7 re del nero · a6 pedone del bianco · d6 alfiere del bianco · h6 pedone del nero · b5 torre del bianco · d5 pedone del nero · e3 donna del nero · f3 torre del nero · a2 donna del bianco · h2 re del bianco | a8 cavallo del nero · b7 pedone del nero · d7 re del nero · a6 pedone del bianco · d6 alfiere del bianco · h6 pedone del nero · b5 torre del bianco · d5 pedone del nero · e3 donna del nero · f3 torre del nero · a2 donna del bianco · h2 re del bianco | a8 cavallo del nero · b7 pedone del nero · d7 re del nero · a6 pedone del bianco · d6 alfiere del bianco · h6 pedone del nero · b5 torre del bianco · d5 pedone del nero · e3 donna del nero · f3 torre del nero · a2 donna del bianco · h2 re del bianco | 7 |
| 6 | a8 cavallo del nero · b7 pedone del nero · d7 re del nero · a6 pedone del bianco · d6 alfiere del bianco · h6 pedone del nero · b5 torre del bianco · d5 pedone del nero · e3 donna del nero · f3 torre del nero · a2 donna del bianco · h2 re del bianco | a8 cavallo del nero · b7 pedone del nero · d7 re del nero · a6 pedone del bianco · d6 alfiere del bianco · h6 pedone del nero · b5 torre del bianco · d5 pedone del nero · e3 donna del nero · f3 torre del nero · a2 donna del bianco · h2 re del bianco | a8 cavallo del nero · b7 pedone del nero · d7 re del nero · a6 pedone del bianco · d6 alfiere del bianco · h6 pedone del nero · b5 torre del bianco · d5 pedone del nero · e3 donna del nero · f3 torre del nero · a2 donna del bianco · h2 re del bianco | a8 cavallo del nero · b7 pedone del nero · d7 re del nero · a6 pedone del bianco · d6 alfiere del bianco · h6 pedone del nero · b5 torre del bianco · d5 pedone del nero · e3 donna del nero · f3 torre del nero · a2 donna del bianco · h2 re del bianco | a8 cavallo del nero · b7 pedone del nero · d7 re del nero · a6 pedone del bianco · d6 alfiere del bianco · h6 pedone del nero · b5 torre del bianco · d5 pedone del nero · e3 donna del nero · f3 torre del nero · a2 donna del bianco · h2 re del bianco | a8 cavallo del nero · b7 pedone del nero · d7 re del nero · a6 pedone del bianco · d6 alfiere del bianco · h6 pedone del nero · b5 torre del bianco · d5 pedone del nero · e3 donna del nero · f3 torre del nero · a2 donna del bianco · h2 re del bianco | a8 cavallo del nero · b7 pedone del nero · d7 re del nero · a6 pedone del bianco · d6 alfiere del bianco · h6 pedone del nero · b5 torre del bianco · d5 pedone del nero · e3 donna del nero · f3 torre del nero · a2 donna del bianco · h2 re del bianco | a8 cavallo del nero · b7 pedone del nero · d7 re del nero · a6 pedone del bianco · d6 alfiere del bianco · h6 pedone del nero · b5 torre del bianco · d5 pedone del nero · e3 donna del nero · f3 torre del nero · a2 donna del bianco · h2 re del bianco | 6 |
| 5 | a8 cavallo del nero · b7 pedone del nero · d7 re del nero · a6 pedone del bianco · d6 alfiere del bianco · h6 pedone del nero · b5 torre del bianco · d5 pedone del nero · e3 donna del nero · f3 torre del nero · a2 donna del bianco · h2 re del bianco | a8 cavallo del nero · b7 pedone del nero · d7 re del nero · a6 pedone del bianco · d6 alfiere del bianco · h6 pedone del nero · b5 torre del bianco · d5 pedone del nero · e3 donna del nero · f3 torre del nero · a2 donna del bianco · h2 re del bianco | a8 cavallo del nero · b7 pedone del nero · d7 re del nero · a6 pedone del bianco · d6 alfiere del bianco · h6 pedone del nero · b5 torre del bianco · d5 pedone del nero · e3 donna del nero · f3 torre del nero · a2 donna del bianco · h2 re del bianco | a8 cavallo del nero · b7 pedone del nero · d7 re del nero · a6 pedone del bianco · d6 alfiere del bianco · h6 pedone del nero · b5 torre del bianco · d5 pedone del nero · e3 donna del nero · f3 torre del nero · a2 donna del bianco · h2 re del bianco | a8 cavallo del nero · b7 pedone del nero · d7 re del nero · a6 pedone del bianco · d6 alfiere del bianco · h6 pedone del nero · b5 torre del bianco · d5 pedone del nero · e3 donna del nero · f3 torre del nero · a2 donna del bianco · h2 re del bianco | a8 cavallo del nero · b7 pedone del nero · d7 re del nero · a6 pedone del bianco · d6 alfiere del bianco · h6 pedone del nero · b5 torre del bianco · d5 pedone del nero · e3 donna del nero · f3 torre del nero · a2 donna del bianco · h2 re del bianco | a8 cavallo del nero · b7 pedone del nero · d7 re del nero · a6 pedone del bianco · d6 alfiere del bianco · h6 pedone del nero · b5 torre del bianco · d5 pedone del nero · e3 donna del nero · f3 torre del nero · a2 donna del bianco · h2 re del bianco | a8 cavallo del nero · b7 pedone del nero · d7 re del nero · a6 pedone del bianco · d6 alfiere del bianco · h6 pedone del nero · b5 torre del bianco · d5 pedone del nero · e3 donna del nero · f3 torre del nero · a2 donna del bianco · h2 re del bianco | 5 |
| 4 | a8 cavallo del nero · b7 pedone del nero · d7 re del nero · a6 pedone del bianco · d6 alfiere del bianco · h6 pedone del nero · b5 torre del bianco · d5 pedone del nero · e3 donna del nero · f3 torre del nero · a2 donna del bianco · h2 re del bianco | a8 cavallo del nero · b7 pedone del nero · d7 re del nero · a6 pedone del bianco · d6 alfiere del bianco · h6 pedone del nero · b5 torre del bianco · d5 pedone del nero · e3 donna del nero · f3 torre del nero · a2 donna del bianco · h2 re del bianco | a8 cavallo del nero · b7 pedone del nero · d7 re del nero · a6 pedone del bianco · d6 alfiere del bianco · h6 pedone del nero · b5 torre del bianco · d5 pedone del nero · e3 donna del nero · f3 torre del nero · a2 donna del bianco · h2 re del bianco | a8 cavallo del nero · b7 pedone del nero · d7 re del nero · a6 pedone del bianco · d6 alfiere del bianco · h6 pedone del nero · b5 torre del bianco · d5 pedone del nero · e3 donna del nero · f3 torre del nero · a2 donna del bianco · h2 re del bianco | a8 cavallo del nero · b7 pedone del nero · d7 re del nero · a6 pedone del bianco · d6 alfiere del bianco · h6 pedone del nero · b5 torre del bianco · d5 pedone del nero · e3 donna del nero · f3 torre del nero · a2 donna del bianco · h2 re del bianco | a8 cavallo del nero · b7 pedone del nero · d7 re del nero · a6 pedone del bianco · d6 alfiere del bianco · h6 pedone del nero · b5 torre del bianco · d5 pedone del nero · e3 donna del nero · f3 torre del nero · a2 donna del bianco · h2 re del bianco | a8 cavallo del nero · b7 pedone del nero · d7 re del nero · a6 pedone del bianco · d6 alfiere del bianco · h6 pedone del nero · b5 torre del bianco · d5 pedone del nero · e3 donna del nero · f3 torre del nero · a2 donna del bianco · h2 re del bianco | a8 cavallo del nero · b7 pedone del nero · d7 re del nero · a6 pedone del bianco · d6 alfiere del bianco · h6 pedone del nero · b5 torre del bianco · d5 pedone del nero · e3 donna del nero · f3 torre del nero · a2 donna del bianco · h2 re del bianco | 4 |
| 3 | a8 cavallo del nero · b7 pedone del nero · d7 re del nero · a6 pedone del bianco · d6 alfiere del bianco · h6 pedone del nero · b5 torre del bianco · d5 pedone del nero · e3 donna del nero · f3 torre del nero · a2 donna del bianco · h2 re del bianco | a8 cavallo del nero · b7 pedone del nero · d7 re del nero · a6 pedone del bianco · d6 alfiere del bianco · h6 pedone del nero · b5 torre del bianco · d5 pedone del nero · e3 donna del nero · f3 torre del nero · a2 donna del bianco · h2 re del bianco | a8 cavallo del nero · b7 pedone del nero · d7 re del nero · a6 pedone del bianco · d6 alfiere del bianco · h6 pedone del nero · b5 torre del bianco · d5 pedone del nero · e3 donna del nero · f3 torre del nero · a2 donna del bianco · h2 re del bianco | a8 cavallo del nero · b7 pedone del nero · d7 re del nero · a6 pedone del bianco · d6 alfiere del bianco · h6 pedone del nero · b5 torre del bianco · d5 pedone del nero · e3 donna del nero · f3 torre del nero · a2 donna del bianco · h2 re del bianco | a8 cavallo del nero · b7 pedone del nero · d7 re del nero · a6 pedone del bianco · d6 alfiere del bianco · h6 pedone del nero · b5 torre del bianco · d5 pedone del nero · e3 donna del nero · f3 torre del nero · a2 donna del bianco · h2 re del bianco | a8 cavallo del nero · b7 pedone del nero · d7 re del nero · a6 pedone del bianco · d6 alfiere del bianco · h6 pedone del nero · b5 torre del bianco · d5 pedone del nero · e3 donna del nero · f3 torre del nero · a2 donna del bianco · h2 re del bianco | a8 cavallo del nero · b7 pedone del nero · d7 re del nero · a6 pedone del bianco · d6 alfiere del bianco · h6 pedone del nero · b5 torre del bianco · d5 pedone del nero · e3 donna del nero · f3 torre del nero · a2 donna del bianco · h2 re del bianco | a8 cavallo del nero · b7 pedone del nero · d7 re del nero · a6 pedone del bianco · d6 alfiere del bianco · h6 pedone del nero · b5 torre del bianco · d5 pedone del nero · e3 donna del nero · f3 torre del nero · a2 donna del bianco · h2 re del bianco | 3 |
| 2 | a8 cavallo del nero · b7 pedone del nero · d7 re del nero · a6 pedone del bianco · d6 alfiere del bianco · h6 pedone del nero · b5 torre del bianco · d5 pedone del nero · e3 donna del nero · f3 torre del nero · a2 donna del bianco · h2 re del bianco | a8 cavallo del nero · b7 pedone del nero · d7 re del nero · a6 pedone del bianco · d6 alfiere del bianco · h6 pedone del nero · b5 torre del bianco · d5 pedone del nero · e3 donna del nero · f3 torre del nero · a2 donna del bianco · h2 re del bianco | a8 cavallo del nero · b7 pedone del nero · d7 re del nero · a6 pedone del bianco · d6 alfiere del bianco · h6 pedone del nero · b5 torre del bianco · d5 pedone del nero · e3 donna del nero · f3 torre del nero · a2 donna del bianco · h2 re del bianco | a8 cavallo del nero · b7 pedone del nero · d7 re del nero · a6 pedone del bianco · d6 alfiere del bianco · h6 pedone del nero · b5 torre del bianco · d5 pedone del nero · e3 donna del nero · f3 torre del nero · a2 donna del bianco · h2 re del bianco | a8 cavallo del nero · b7 pedone del nero · d7 re del nero · a6 pedone del bianco · d6 alfiere del bianco · h6 pedone del nero · b5 torre del bianco · d5 pedone del nero · e3 donna del nero · f3 torre del nero · a2 donna del bianco · h2 re del bianco | a8 cavallo del nero · b7 pedone del nero · d7 re del nero · a6 pedone del bianco · d6 alfiere del bianco · h6 pedone del nero · b5 torre del bianco · d5 pedone del nero · e3 donna del nero · f3 torre del nero · a2 donna del bianco · h2 re del bianco | a8 cavallo del nero · b7 pedone del nero · d7 re del nero · a6 pedone del bianco · d6 alfiere del bianco · h6 pedone del nero · b5 torre del bianco · d5 pedone del nero · e3 donna del nero · f3 torre del nero · a2 donna del bianco · h2 re del bianco | a8 cavallo del nero · b7 pedone del nero · d7 re del nero · a6 pedone del bianco · d6 alfiere del bianco · h6 pedone del nero · b5 torre del bianco · d5 pedone del nero · e3 donna del nero · f3 torre del nero · a2 donna del bianco · h2 re del bianco | 2 |
| 1 | a8 cavallo del nero · b7 pedone del nero · d7 re del nero · a6 pedone del bianco · d6 alfiere del bianco · h6 pedone del nero · b5 torre del bianco · d5 pedone del nero · e3 donna del nero · f3 torre del nero · a2 donna del bianco · h2 re del bianco | a8 cavallo del nero · b7 pedone del nero · d7 re del nero · a6 pedone del bianco · d6 alfiere del bianco · h6 pedone del nero · b5 torre del bianco · d5 pedone del nero · e3 donna del nero · f3 torre del nero · a2 donna del bianco · h2 re del bianco | a8 cavallo del nero · b7 pedone del nero · d7 re del nero · a6 pedone del bianco · d6 alfiere del bianco · h6 pedone del nero · b5 torre del bianco · d5 pedone del nero · e3 donna del nero · f3 torre del nero · a2 donna del bianco · h2 re del bianco | a8 cavallo del nero · b7 pedone del nero · d7 re del nero · a6 pedone del bianco · d6 alfiere del bianco · h6 pedone del nero · b5 torre del bianco · d5 pedone del nero · e3 donna del nero · f3 torre del nero · a2 donna del bianco · h2 re del bianco | a8 cavallo del nero · b7 pedone del nero · d7 re del nero · a6 pedone del bianco · d6 alfiere del bianco · h6 pedone del nero · b5 torre del bianco · d5 pedone del nero · e3 donna del nero · f3 torre del nero · a2 donna del bianco · h2 re del bianco | a8 cavallo del nero · b7 pedone del nero · d7 re del nero · a6 pedone del bianco · d6 alfiere del bianco · h6 pedone del nero · b5 torre del bianco · d5 pedone del nero · e3 donna del nero · f3 torre del nero · a2 donna del bianco · h2 re del bianco | a8 cavallo del nero · b7 pedone del nero · d7 re del nero · a6 pedone del bianco · d6 alfiere del bianco · h6 pedone del nero · b5 torre del bianco · d5 pedone del nero · e3 donna del nero · f3 torre del nero · a2 donna del bianco · h2 re del bianco | a8 cavallo del nero · b7 pedone del nero · d7 re del nero · a6 pedone del bianco · d6 alfiere del bianco · h6 pedone del nero · b5 torre del bianco · d5 pedone del nero · e3 donna del nero · f3 torre del nero · a2 donna del bianco · h2 re del bianco | 1 |
|   | a | b | c | d | e | f | g | h |   |